# Cygames
Cygames, Inc. en japonés: 株式会社Cygames, romanizado: Kabushiki gaisha Saigēmusu es un estudio japonés de desarrollo de videojuegos establecido en 2011 por CyberAgent. La empresa de comercio electrónico y dispositivos móviles DeNA adquirió una participación del 24% en el estudio en 2012, y Nintendo adquirió otra participación del 5% en 2018, dejando a CyberAgent con el 69% de las acciones y, como tal, son la empresa matriz de Cygames. Desde su formación, la empresa produjo videojuegos para móviles, inicialmente en la plataforma Mobage, y desde 2013 en Android e iOS. La sede de la empresa se encuentra en Tokio, mientras que otras divisiones se encuentran en Osaka y Saga en Japón y Seúl, Corea del Sur.
Las IP clave incluyen Rage of Bahamut (2011), The Idolmaster Cinderella Girls (2011, con Bandai Namco Entertainment), Granblue Fantasy (2014) y Shadowverse (2016). La compañía comenzó a desarrollar videojuegos de consola en 2015. En 2016, Cygames anunció el establecimiento de un estudio de anime CygamesPictures. La compañía también comenzó a financiar anime para su propiedad móvil y para nuevos proyectos y adaptaciones de anime. La compañía también ingresó al mercado del manga, la música y el diseño en ese período.

## Historia
Cygames, Inc. fue establecida en 2011 por CyberAgent, una empresa japonesa de servicios web. En 2012, DeNA compró una participación del 24% en Cygames. Poco después, el estudio fue elegido por Gamasutra como uno de los 10 mejores desarrolladores de juegos del año.
En junio de 2012, Cygames fundó CyDesignation, una empresa especializada en diseño, ilustración, planificación y desarrollo de juegos.
En marzo de 2016, Cygames anunció el establecimiento de su propia división de producción de anime y estudio de anime como una subsidiaria conocida como CygamesPictures para planificar, producir y animar tanto para las IP propias de Cygames como también para proyectos de anime originales.
En junio de 2016, Cygames anunció la adquisición del estudio de fondo de juegos y anime Kusanagi.
En 2016, Cygames anunció que estaba desarrollando Project Awakening, su primer título de gran formato para consolas, así como el establecimiento de su estudio de Osaka centrado en juegos de consola.
En mayo de 2017, Cygames y Kōdansha anunciaron que formaron una sociedad para lanzar una nueva etiqueta llamada Cycomi. El nuevo sello lanzará volúmenes impresos distribuidos por Kodansha para manga ya publicados en línea por Cygames en su sitio web de manga digital llamado Cycomics.
El 8 de junio de 2017, Cygames y su empresa matriz CyberAgent anunciaron que establecieron conjuntamente CA-Cygames Anime Fund”, un fondo para invertir en IP de anime que inyectará fondos al comité de producción de anime para obtener los derechos para transmitir videos de anime en el Internet y producir juegos con una cantidad total de fondos de 3 mil millones de yenes.
En 2017, Cygames fundó su equipo de esports, Cygames Beast, con los jugadores de Street Fighter Daigo Umehara, Snake Eyez y PR Balrog. Desde julio de 2017, Cygames es patrocinador oficial de Juventus Football Club. En abril de 2018, se anunció una asociación con Nintendo para desarrollar el juego Dragalia Lost , con el fin de facilitar la asociación Nintendo obtendrá aproximadamente el 5 por ciento de las acciones emitidas de Cygames.
En mayo de 2018, Cygames anunció el establecimiento de una subsidiaria para la producción musical y la gestión de artistas llamada Cymusic.

## Videojuegos desarrollados

### Videojuegos de navegador web/móvil
| Título                                                                   | Fecha de lanzamiento                              | Distribuidor(es)                                | Plataforma(s)                                                        | JP | WW        | Notas                       |  |
| ------------------------------------------------------------------------ | ------------------------------------------------- | ----------------------------------------------- | -------------------------------------------------------------------- | -- | --------- | --------------------------- |  |
| Rage of Bahamut                                                          | JP: 1 de septiembre de 2011                       | WW: DeNA                                        | Mobage                                                               | Sí | Cancelado |                             |  |
| The Idolmaster Cinderella Girls                                          | JP: 28 de noviembre de 2011                       | JP: Bandai Namco Entertainment                  | Mobage, Android, IOS, AmdApp                                         | Sí | No        |                             |  |
| Saint Seiya Galaxy Card Battle (co-desarrolado con DeNA)                 | JP: 12 de abril de 2012                           | JP: DeNA                                        | Mobage                                                               | Sí | No        | Servidores cerrados         |  |
| Disney Fantasy Heroes                                                    | JP: abril de 2012                                 | JP: DeNA                                        | Mobage                                                               | Sí | No        | Servidores cerrados         |  |
| Super Sentai Heroes                                                      | JP: 26 de abril de 2012                           | JP: Bandai Namco Entertainment                  | Mobage                                                               | Sí | No        | Servidores cerrados         |  |
| Battle Spirits: Hasha no Houkou                                          | JP: abril de 2012                                 | JP: Bandai Namco Entertainment                  | Mobage                                                               | Sí | No        | Servidores cerrados         |  |
| Sakatsuku S Word Stars                                                   | JP: junio de 2012                                 | JP: Sega                                        | Mobage                                                               | Sí | No        | Servidores cerrados         |  |
| Rekka no Honoo BURNING EVOLUTION (codesarrollado con Shōgakukan)         | JP: 19 de julio de 2012                           | JP: Cygames                                     | Mobage                                                               | Sí | No        | Servidores cerrados         |  |
| TIGER & BUNNY Lord of Hero                                               | JP: 27 de julio de 2012                           | JP: Bandai Namco Entertainment                  | Mobage                                                               | Sí | No        | Servidores cerrados         |  |
| Sangokushi Puzzle Taisen                                                 | JP: agosto de 2013                                | JP: Cygames                                     | Android, IOS                                                         | Sí | No        | Servidores cerrados         |  |
| Knights of Glory                                                         | JP: noviembre de 2013                             | JP: Cygames                                     | Mobage                                                               | Sí | No        | Servidores cerrados         |  |
| La Rudiaia Chronicle                                                     | JP: noviembre de 2013                             | JP: Cygames                                     | Mobage                                                               | Sí | No        | Servidores cerrados         |  |
| Dragon Quest Monsters: Super Light                                       | JP: 23 de enero de 2014                           | JP: Square Enix                                 | Android, IOS                                                         | Sí | No        |                             |  |
| Granblue Fantasy                                                         | JP: 10 de marzo de 2014                           | JP: Cygames                                     | Mobage, AndApp, GREE, Videojuegos DMM, Yahoo! Games, Android, IOS    | Sí | No        |                             |  |
| Battle Champs (JP: Little Noah, desarrollado por Blaze Games)            | WW: 12 de febrero de 2015                         | WW: Cygames                                     | Android, IOS                                                         | Sí | Sí        | Servidores cerrados         |  |
| LINE Paper Dash World                                                    | JP: marzo de 2015                                 | JP: Line Corporation                            | Line Game                                                            | Sí | No        | Servidores cerrados         |  |
| The Idolmaster Cinderella Girls: Starlight Stage                         | JP: 3 de septiembre de 2015                       | JP: Bandai Namco Entertainment                  | Android, IOS                                                         | Sí | No        |                             |  |
| Rabitobi (desarrollado por Citail)                                       | JP: septiembre de 2015                            | JP: Cygames                                     | Android, IOS                                                         | Sí | No        | Servidores cerrados         |  |
| Princess Connect! (codesarrollado con CyberAgent)                        | JP: 18 de septiembre de 2015                      | JP: Cygames/CyberAgent                          | Ameba                                                                | Sí | No        | Servidores cerrados         |  |
| Kindai Mahjong All Stars Touhaiden (codesarrollado con Takeshobo)        | JP: septiembre de 2015                            | JP: Cygames                                     | Android, IOS                                                         | Sí | No        | Servidores cerrados         |  |
| Shadowverse                                                              | WW: 17 de junio de 2016                           | WW: Cygames                                     | Android, IOS, Videojuegos DMM, Microsoft Windows (a través de Steam) | Sí | Sí        |                             |  |
| Lost Order (codesarrollado con CyDesignation, PlatinumGames, Noisycroak) | JP: 9 de agosto de 2017                           | JP: Cygames                                     | Android, IOS                                                         | Sí | No        |                             |  |
| Sevens Story (codesarrollado con WithEntertainment Inc.)                 | JP: 18 de agosto de 2017                          | JP: Cygames                                     | Android, IOS                                                         | Sí | No        |                             |  |
| Odin Crown (codesarrollado con GameJeans, CyDesignation)                 | JP: 8 de febrero de 2018                          | JP: Cygames                                     | Android, IOS                                                         | Sí | No        | Servidores cerrados         |  |
| Princess Connect! Re:Dive                                                | JP: 15 de febrero de 2018 WW: 19 de enero de 2021 | JP: Cygames CHN: Bilibili WW: Crunchyroll Games | Android, IOS                                                         | Sí | Sí        |                             |  |
| Dragalia Lost                                                            | WW: 27 de septiembre de 2018                      | WW: Nintendo                                    | Android, IOS                                                         | Sí | No        | Servidores cerrados         |  |
| Word Flipper (codesarrollado con Citail)                                 | JP: 27 de noviembre de 2019 WW: 2021              | JP: Cygames WW: Kakao Games                     | Android, IOS                                                         | Sí | Sí        |                             |  |
| Uma Musume Pretty Derby                                                  | JP: febrero de 2021 WW: 26 de junio de 2025       | JP: Cygames WW: Cygames                         | Android, IOS, Videojuegos DMM                                        | Sí | Sí        |                             |  |
| IDOLY PRIDE                                                              | JP: 24 de junio de 2021                           | JP: QualiArts                                   | Android, IOS                                                         | Sí | No        | Codesarrollado por QualiArt |  |
| Eiyuu Gakuen Hero-ka                                                     | JP: TBA                                           | JP: Cygames                                     | TBA                                                                  | Sí | No        |                             |  |
| Videojuego sin título de Cygames                                         | JP: TBA                                           | JP: Cygames                                     | TBA                                                                  | Sí | No        |                             |  |
| 1.                                                                       |                                                   |                                                 |                                                                      |    |           |                             |  |

### Videojuegos de consola
| Título                                                                      | Fecha de lanzamiento                                                    | Distribuidor(es)                               | Plataforma(s)                                           | JP | WW |
| --------------------------------------------------------------------------- | ----------------------------------------------------------------------- | ---------------------------------------------- | ------------------------------------------------------- | -- | -- |
| Wondership Q (JP: Airship Q, codesarrollado con Miracle Positive Co., Ltd.) | JP: 19 de noviembre de 2015 (Vita) WW: 18 de julio de 2016 (Steam)      | WW: Cygames                                    | PlayStation Vita, Microsoft Windows (a través de Steam) | Sí | Sí |
| The Idolmaster Cinderella Girls: Viewing Revolution                         | JP: 13 de marzo de 2016 SA: 21 de abril de 2017 WW: 18 de julio de 2017 | WW: Bandai Namco Entertainment                 | PlayStation 4 (PlayStation VR)                          | Sí | Sí |
| Zone of the Enders: The 2nd Runner                                          | WW: 4 de septiembre de 2018                                             | WW: Konami                                     | PlayStation Vita, Microsoft Windows (a través de Steam) | Sí | Sí |
| Granblue Fantasy Versus (Desarrollado por Arc System Works)                 | AS: 10 de febrero de 2020 WW: 6 de marzo de 2020                        | JP: Cygames AS: Tencent y Sega WW: Xseed Games | PlayStation Vita, Microsoft Windows (a través de Steam) | Sí | Sí |
| Shadowverse: Champion's Battle                                              | JP: 5 de noviembre de 2020 WW: 13 de agosto de 2021                     | JP: Cygames WW: Xseed Games                    | Nintendo Switch                                         | Sí | Sí |
| Granblue Fantasy Relink (desarrollado por Cygames Osama)                    | WW: 2022                                                                | WW: Cygames                                    | PlayStation 4, PlayStation 5. Microsoft Windows         | Sí | Sí |
| Project Awakening (desarrollado por Cygames Osaka)                          | JP: TBA                                                                 | JP: Cygames                                    | PlayStation 4                                           | Sí | Sí |
| Project GAMM                                                                | JP: TBA                                                                 | JP: Cygames                                    | Consola                                                 | Sí | Sí |